# برتان (مناخة)

تعديل مصدري - تعديل

برتان هي إحدى قرى عزلة السدس وبني عطاء بمديرية مناخة التابعة لمحافظة صنعاء، بلغ تعداد سكانها 396 نسمة حسب تعداد اليمن لعام 2004.